# Cornelia de sicariis et veneficis
Cornelia de sicariis et veneficis va ser una llei de l'antiga Roma, donada pel dictador Luci Corneli Sul·la potser l'any 88 aC, que regulava les actuacions i càstigs dels assassins, dels homicides, dels incendiaris i enverinadors i en general del qui per matar i robar anava armat, del qui sent magistrat o president d'un judici fes declarar a algú de manera falsa per condemnar a un innocent, del qui fabricava verins o els tingués o en vengués per fer mal, dels qui declaraven falsament en judicis de causa capital, i els jutges que rebien diners per encausar; aquestes normes no s'havien pràcticament tocat des de les lleis de les dotze taules. Una part d'aquesta llei es coneixia amb el nom de Cornelia de judiciis corruptis.
Establia clarament les maneres en què es volia produir la mort, i les penes als culpables, que consistien generalment en la deportació a una illa. Més tard, un senatusconsultum la va modificar i també ho va ser per rescriptes imperials. Un segon capítol tractava dels parricides, paraula que s'estenia a la mort de tota mena de parents de qualsevol grau i que s'anomena Cornelia de parricidiis. Les penes imposades eren la interdicció d'aigua i de foc, i incloïen de vegades l'entrega dels béns del difunt als parents.